# 代頓 (明尼蘇達州)
代頓（英語：Dayton）是一個位於美國明尼蘇達州亨內平縣及賴特縣的城市。

## 人口
根據2020年美國人口普查的數據，代頓的面積為65.22平方千米，當中陸地面積為60.65平方千米，而水域面積為4.57平方千米。當地共有人口7262人，而人口密度為每平方千米111人。